# Монтеренцио
Монтеренцио (итал. Monterenzio) —  коммуна в Италии, располагается в регионе Эмилия-Романья, подчиняется административному центру Болонья.
Население составляет 5478 человек (на 2004 г.), плотность населения составляет 49 чел./км². Занимает площадь 105 км². Почтовый индекс — 40050. Телефонный код — 051.
Покровителем коммуны почитается святой Петроний, празднование 4 октября.

## Города-побратимы
- Бибракта, Франция
- Молде, Норвегия